# Les Moulins
Les Moulins ist eine regionale Grafschaftsgemeinde (französisch municipalité régionale de comté, MRC) in der kanadischen Provinz Québec.
Sie liegt in der Verwaltungsregion Lanaudière und besteht aus zwei untergeordneten Verwaltungseinheiten. Die MRC wurde am 1. Januar 1982 gegründet. Der Hauptort ist Terrebonne. Die Einwohnerzahl beträgt 158.267 (Stand: 2016) und die Fläche 261,13 km², was einer Bevölkerungsdichte von 606,1 Einwohnern je km² entspricht.

## Gliederung
Stadt (ville)
- Mascouche
- Terrebonne

## Angrenzende MRC und vergleichbare Gebiete
- Montcalm
- L’Assomption
- Montreal
- Laval
- Thérèse-De Blainville